# 巨人哈利
达利普·辛格·拉那 （1972年8月27日—），更为人知的名字是巨人卡力（The Great Khali），是一名印度职业摔角手、演员和前健力选手，曾于1995年和1996年赢得印度先生。他目前和世界摔角娱乐签约参加WWE Raw。在成为一名健力选手以前，他是旁遮普省的一名警员。
2014年2月20日入籍成為美國公民。